# 亀田 (郡山市)
亀田（かめだ）は、福島県郡山市に所在する町丁である。郵便番号は963-8033。

## 地理
郡山市役所本庁所管地域である市街中心部に属する。北で富田町（亀田川河道部のみ）、上亀田、下亀田、小関谷地、東で桑野、南で島、南西角で堤、西で柏山町、大槻町、亀田西、北西角で希望ヶ丘とそれぞれ隣接する。中心市街地北西部に位置し、住居表示が実施されている。国道4号あさか野バイパスと国道49号に挟まれたうねめ通り以南の区域を範囲とし、南より一、二丁目が設置されている。うねめ通り沿いに商業施設が立地するほか、県営団地をはじめ住宅地が広がる。開成に所在する郡山警察署開成山交番、および堂前町に所在する郡山消防署本署がそれぞれ管轄にあたる。

## 世帯数と人口
2024年1月1日現在の世帯数と人口は以下の通りである。
| 町丁 | 世帯数    | 人口    |
| ---- | --------- | ------- |
| 亀田 | 1,710世帯 | 3,602人 |

## 小・中学校の学区
市立小・中学校に通う場合、学区は以下の通りとなる。
| 番地 | 小学校             | 中学校                 |
| ---- | ------------------ | ---------------------- |
| 全域 | 郡山市立桑野小学校 | 郡山市立郡山第六中学校 |

## 交通

### 道路
- 国道4号あさか野バイパス
- 福島県道142号河内郡山線（うねめ通り）
- 一般市道島二丁目下亀田線（地区東端。国道49号の一区画西に並走する。）

## 施設等
- 郡山市立桑野小学校
- いちい ロシナンテ郡山中央店
- セブンイレブン 郡山島中央公園前店
- 十割そば会 郡山2号店亀田本店
- かに徳
- ブックマーケット うねめ通り店
- 桑野公園